# Banka
Banka je ustanova ili radna organizacija koja posreduje u novčanom prometu i novčanim poslovima. Najčešće se bavi uzimanjem i davanjem kredita (zajmova). Bankarstvo je gospodarska djelatnost koja se bavi posebnim poslovima u vezi s novcem i novčanim vrijednostima, a tako nazivamo i ekonomsku nauku o bankama i njihovu poslovanju.
Banke su od velike važnosti za svako gospodarstvo. One mogu stvarati, prenositi i upravljati novcem. Također osiguravaju sigurniju alokaciju novčanih fondova od suficitnih prema deficitnim subjektima. Banke su svojim posredstvom u takvim poslovima smanjile troškove vezane za takve transfere. 
Stvaranje bankarstva seže daleko u povijest, u vrijeme antike. Međutim, svoj procvat doživljava u srednjem vijeku. 
Potrebno je razlikovati središnju banku i ostale banke. Središnja banka je glavna i određuje pravila koja sve ostale banke trebaju poštovati.

## Tri najvažnije karakteristike banaka
1. Banka je institucija koja prima novčane depozite od najšire javnosti
2. Najvažniji aktivni posao banaka je odobravanje kredita
3. Banke su institucije platnog prometa

## Poveznice
- Popis banaka u Hrvatskoj